# Asparagus penicillatus
Asparagus penicillatus — вид рослин із родини холодкових (Asparagaceae).

## Середовище проживання
Ареал: зх. Непал.